# Crataegus xanthophylla
Crataegus xanthophylla es una especie de planta del género Crataegus, perteneciente a la familia Rosaceae.

## Taxonomía
Crataegus xanthophylla fue descrita por Charles Sprague Sargent en 1908.

## Distribución
Se encuentra en el territorio de Nueva York.